# Alexander Berntsson
Alexander Berntsson (sinh ngày 30 tháng 3 năm 1996) là một cầu thủ bóng đá người Thụy Điển thi đấu cho Halmstads BK ở vị trí hậu vệ.